# Liste der Kulturdenkmale im Altmarkkreis Salzwedel

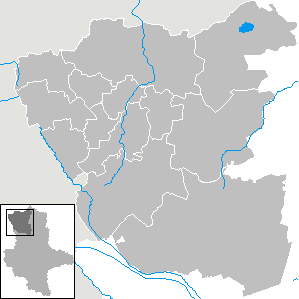
Karte des Altmarkkreises Salzwedel

In der Liste der Kulturdenkmale im Altmarkkreis Salzwedel sind die Kulturdenkmale im Altmarkkreis Salzwedel aufgeführt. Grundlage der Einzellisten sind die in den jeweiligen Listen angegebenen Quellen. Die Angaben in den einzelnen Listen ersetzen nicht die rechtsverbindliche Auskunft der zuständigen Denkmalschutzbehörde.
Diese Liste ist eine Teilliste der Liste der Kulturdenkmale in Sachsen-Anhalt.
Die Bodendenkmale sind in der Liste der Bodendenkmale im Altmarkkreis Salzwedel erfasst.

## Aufteilung
Wegen der großen Anzahl von Kulturdenkmalen im Altmarkkreis Salzwedel ist diese Liste in Teillisten nach den Städten und Gemeinden aufgeteilt.
| Karte | Kulturdenkmale in … | Denkmale   |
| ----- | ------------------- | ---------- |
|       | Apenburg-Winterfeld | Dorfkirche |
|       | Arendsee (Altmark)  | Rathaus    |
|       | Beetzendorf         | Schloss    |
|       | Dähre               | Dorfkirche |
|       | Diesdorf            | Molkerei   |
|       | Gardelegen          | Rathaus    |
|       | Jübar               | Dorfkirche |
|       | Kalbe (Milde)       | Burg       |
|       | Klötze              | Bahnhof    |
|       | Kuhfelde            | Dorfkirche |
|       | Rohrberg (Altmark)  | Dorfkirche |
|       | Salzwedel           | Burg       |
|       | Wallstawe           | Dorfkirche |

## Gemeindeübergreifende Kulturdenkmale
| Lage                          | Bezeichnung | Beschreibung                                                                          | Erfassungs- nummer | Ausweisungsart | Bild |
| ----------------------------- | ----------- | ------------------------------------------------------------------------------------- | ------------------ | -------------- | ---- |
| Koordinaten fehlen! Hilf mit. | Grünes Band | Grenzsicherungsanlage Grünes Band - Kolonnenweg Verlauf, 2024 als Denkmal ausgewiesen | 094 18933          | Baudenkmal     |      |